# Livingston County, Illinois
Livingston County är ett administrativt område i delstaten Illinois, USA, med 38 950 invånare. Den administrativa huvudorten (county seat) är Pontiac.

## Geografi
Enligt United States Census Bureau har countyt en total area på 2 708 km². 2 704 km² av den arean är land och 4 km² är vatten.

### Angränsande countyn
- Grundy County - nord
- Kankakee County - nordost
- Ford County - sydost
- McLean County - sydväst
- Woodford County - väst
- LaSalle County - nordväst

## Städer och samhällen
- Campus
- Chatsworth
- Cornell
- Cullom
- Dwight (delvis i Grundy County)
- Emington
- Fairbury
- Flanagan
- Forrest
- Long Point
- Odell
- Pontiac (huvudort)
- Reddick (delvis i Kankakee County)
- Saunemin
- Strawn
- Streator (delvis i LaSalle County)